# Ркіз (озеро)
Озеро Р'Кіз або Ркіз (араб. اركيز) — озеро на півдні Мавританії з площею 12 970 га.

## Екологія
Оскільки озеро живиться надлишками води з річки Сенегал, під час сезону дощів воно може збільшитися до максимальної довжини 34 км і шириною до 8 км,  тоді як рівень води може коливатися до 4,29 м. 
У болотистій місцевості, уздовж її узліссів, ростуть  очерет і рогіз, які рубають на стріхи. Присутні кілька видів птахів, а також численні змії та дрібні ссавці, такі як видри та мангусти. Також можна зустріти вузькорилих крокодилів.

## Економіка
Озеро використовувалося для рибальства,  але також поширене сільське господарство. Хоча у регіоні здійснено кілька проектів сільського господарства, спрямованих на користь фермерів, зокрема Ісламським банком розвитку та The Food Crisis Prevention Network, як і в інших місцях Мавританії, значна частина місцевого населення продовжує страждати від умов життя, які можна порівняти із сучасним рабством.